# Île de Gibraltar
Pour les articles homonymes, voir Gibraltar (homonymie).
L'île de Gibraltar (ou Joyau du lac Erié) est un îlot du sud-ouest du lac Erié, dans le comté d'Ottawa (Ohio aux USA). L'île rocheuse est nommée pour sa ressemblance avec le Rocher de Gibraltar.
Faisant partie du groupe d'îles de l'archipel des îles Bass, elle se trouve au large de l'île Bass Sud, et elle fait partie du canton de Put-In-Bay (en).

## Historique
L'île de Gibraltar est devenue un point de vue pour le commodore Oliver Hazard Perry dans la lutte contre les Britanniques pendant la guerre anglo-américaine de 1812. Perry et ses hommes ont vaincu une flotte de voiliers britanniques lors de la célèbre bataille du lac Érié le 10 septembre 1813. En conséquence, le point de vue sur l'île de Gibraltar est devenu connu sous le nom de Perry's Lookout.
La propriété de l'île est restée au Connecticut jusqu'à ce que Pierpont Edwards, un banquier de la ville de New York achète l'acte en 1807. Jay Cooke de Sandusky, a acheté l'île à Edwards en 1864 et a immédiatement commencé la construction d'un manoir victorico-gothique de 15 pièces, maintenant connu sous le nom de Jay Cooke House (en). La famille Cooke a diverti une variété de notables, tels que William Tecumseh Sherman, Salmon Portland Chase, Rutherford Birchard Hayes , Grover Cleveland et Benjamin Harrison  La fille de Cooke, Laura Barney, l'a vendue à Julius Stone qui l'a finalement donnée à l'Université d'État de l'Ohio qui en a fait un laboratoire de recherche.

### Bâtiments de Gibraltar
- Château de Cooke, construit en 1865 par Jay Cooke, en cours de rénovation, inscrit au Registre national des lieux historiques.
- Barney Cottage, construit vers 1900 par la fille de Jay Cooke, pour 22 personnes.
- Dining Hall, construit en 1929 par l'État de l'Ohio
- Stone Cottage, construit en 1930 par l'État de l'Ohio comme logement pour les instructeurs et les chercheurs (10 couchages).
- Gibraltar House, construit en 1930 par l'État de l'Ohio comme logement pour le gardien.
- Harborview House, construit en 1985 par l'État de l'Ohio comme dortoir, peut accueillir 60 personnes.

## Galerie

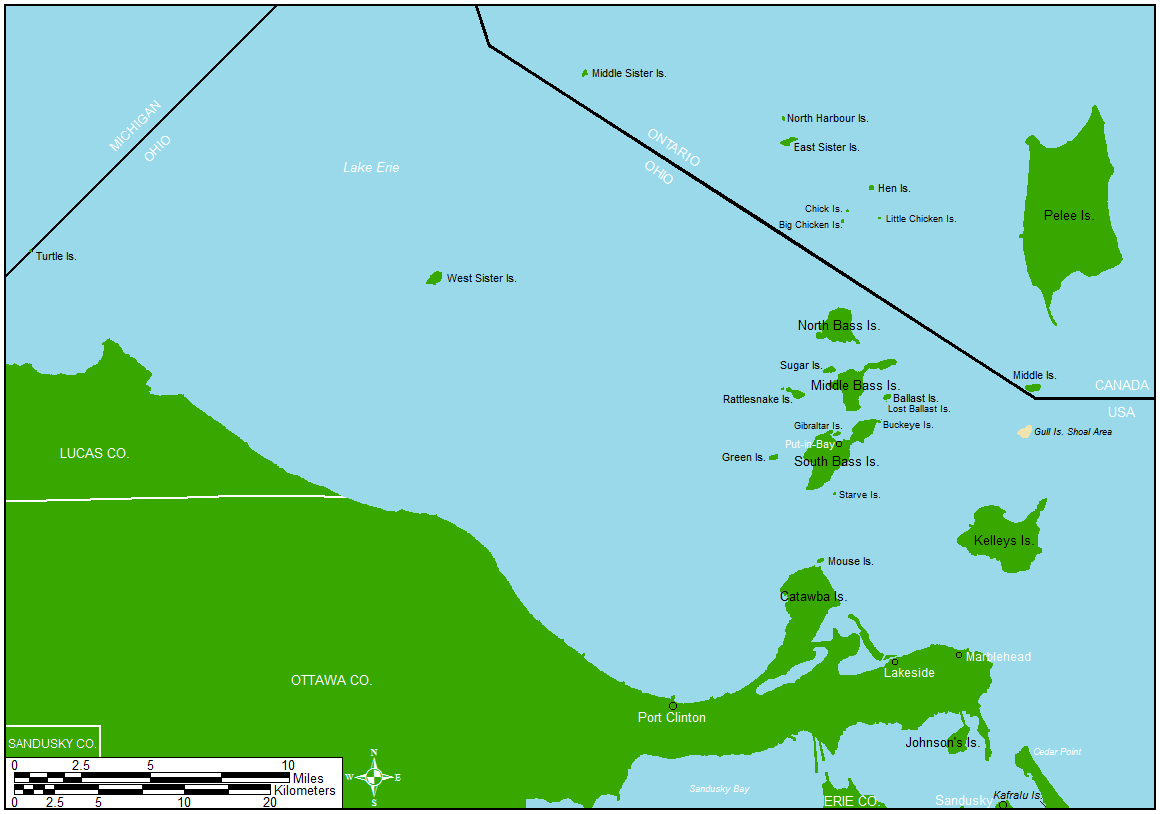
Position de l'île de Gibraltar
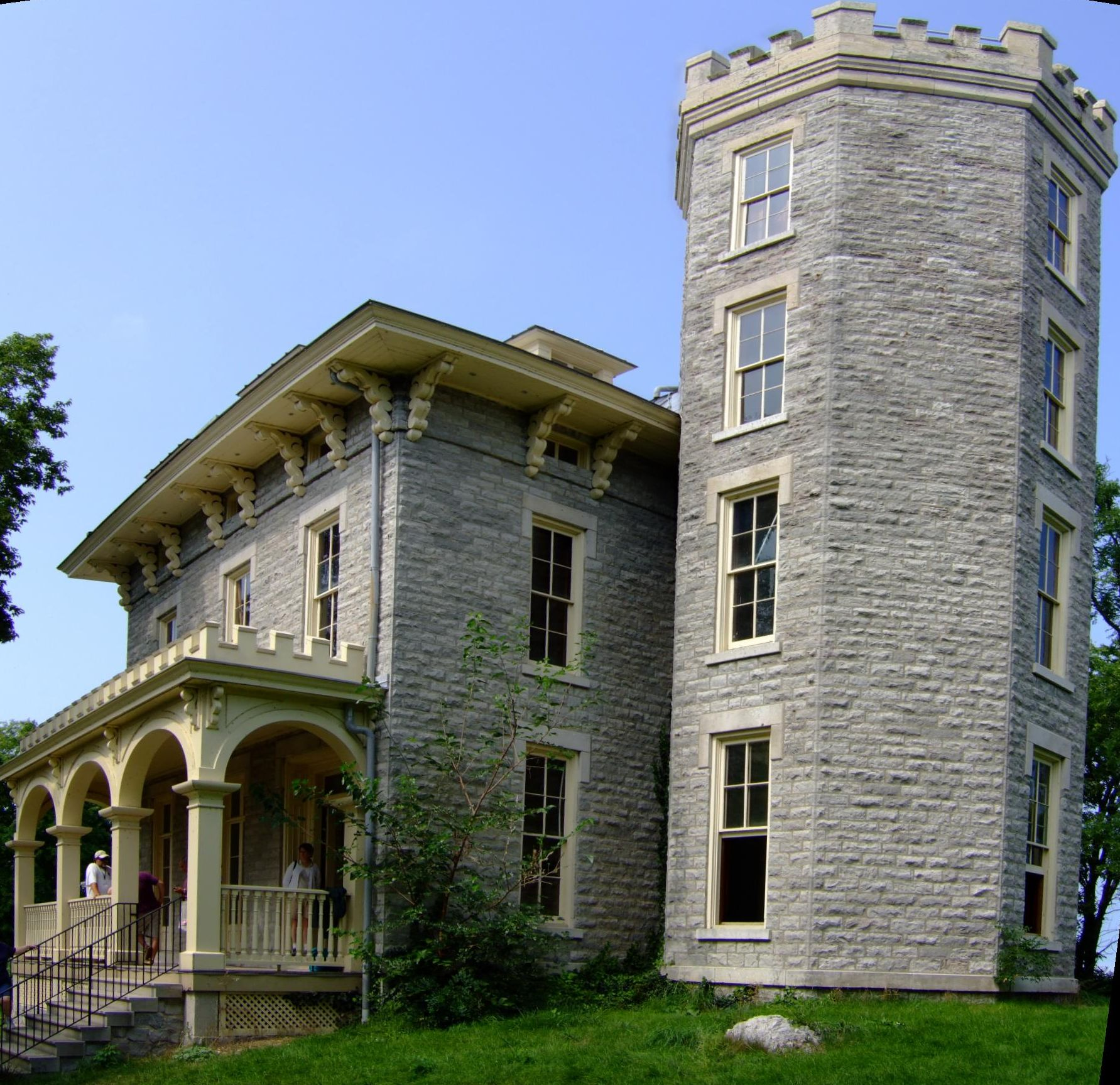
Château Cooke